# Wicko (województwo zachodniopomorskie)

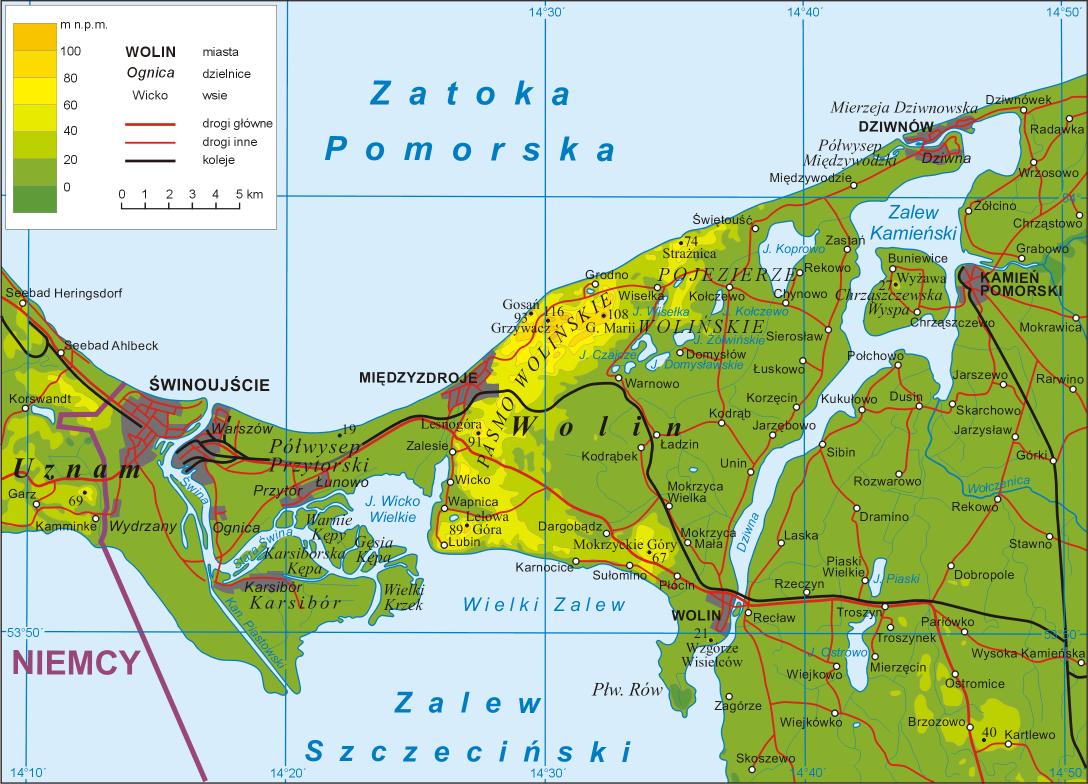
Mapa wyspy Wolin z zaznaczonym Wickiem

Wicko (niem. Vietzig) – wieś w Polsce położona w północno-zachodniej części województwa zachodniopomorskiego, w powiecie kamieńskim, w gminie Międzyzdroje, na wyspie Wolin nad jeziorem Wicko Wielkie.

## Historia
Po II wojnie światowej Wicko utworzyło gromadę w gminie Dargobądz. Wraz z reformą administracyjną znoszącą gminy, Wicko włączono do nowo utworzonej gromady Dargobądz. 1 stycznia 1973 Wicko włączono do miasta Świnoujścia. 15 marca 1984 Wicko wyłączono ze Świnoujścia, po czym weszło ono w skład nowo utworzonej gminie Międzyzdroje
W latach 1975–1998 miejscowość należała administracyjnie do województwa szczecińskiego.